# 708 Raphaela
708 Raphaela
708 Raphaela là một tiểu hành tinh ở vành đai chính. Nó được J. Helffrich phát hiện ngày 3.2.1911 ở Heidelberg, và được đặt theo tên Raphael Bischoffsheim, chủ ngân hàng người Pháp, người thiết lập đài thiên văn Nice